# 兴山站
兴山站位于中华人民共和国湖北省宜昌市兴山县古夫镇北斗坪村，是郑渝高速铁路及建设中宜兴高速铁路的重要车站，由中国铁路武汉局集团管辖。车站办理旅客乘降业务，不办理货运及托运业务。车站在规划时名为宜昌北站，后定名为兴山站，而“宜昌北站”一名则用在了汉宜高速铁路的车站上。